# Tridacna gigas
La almeja gigante (Tridacna gigas)  es una especie de molusco bivalvo de la familia Cardiidae. Habita en el mar Rojo y en los océanos Pacífico e Índico. Se encuentra en los arrecifes coralinos y atolones, donde viven incrustados en la masa coralífera.

## Morfología
T. gigas puede llegar a tener 140 cm de longitud y un peso de unos 330 kg, convirtiéndose en el molusco bivalvo más grande del mundo. 
Se caracterizan, como todas las especies de su género, por presentar entre cuatro a cinco ondulaciones, o proyecciones de forma triangular, en su concha, no siendo perceptibles en ejemplares juveniles, hasta que se hacen más grandes. Su concha ha sido utilizada ocasionalmente en los templos como pila de agua bendita. Los ejemplares adultos no pueden cerrar completamente sus conchas. Los ejemplares juveniles pueden tener algunas de las escamas características que presentan las conchas del género, pero las pierden al crecer. También pierden la glándula bisal cuando se hacen adultas.
Disponen de un sifón inhalante, sin tentáculos y otro exhalante, situados en el manto. Su misión es garantizar la circulación interna de agua, lo que, aparte de oxígeno, aporta también nutrientes al animal, lo que hace que puedan sobrevivir.

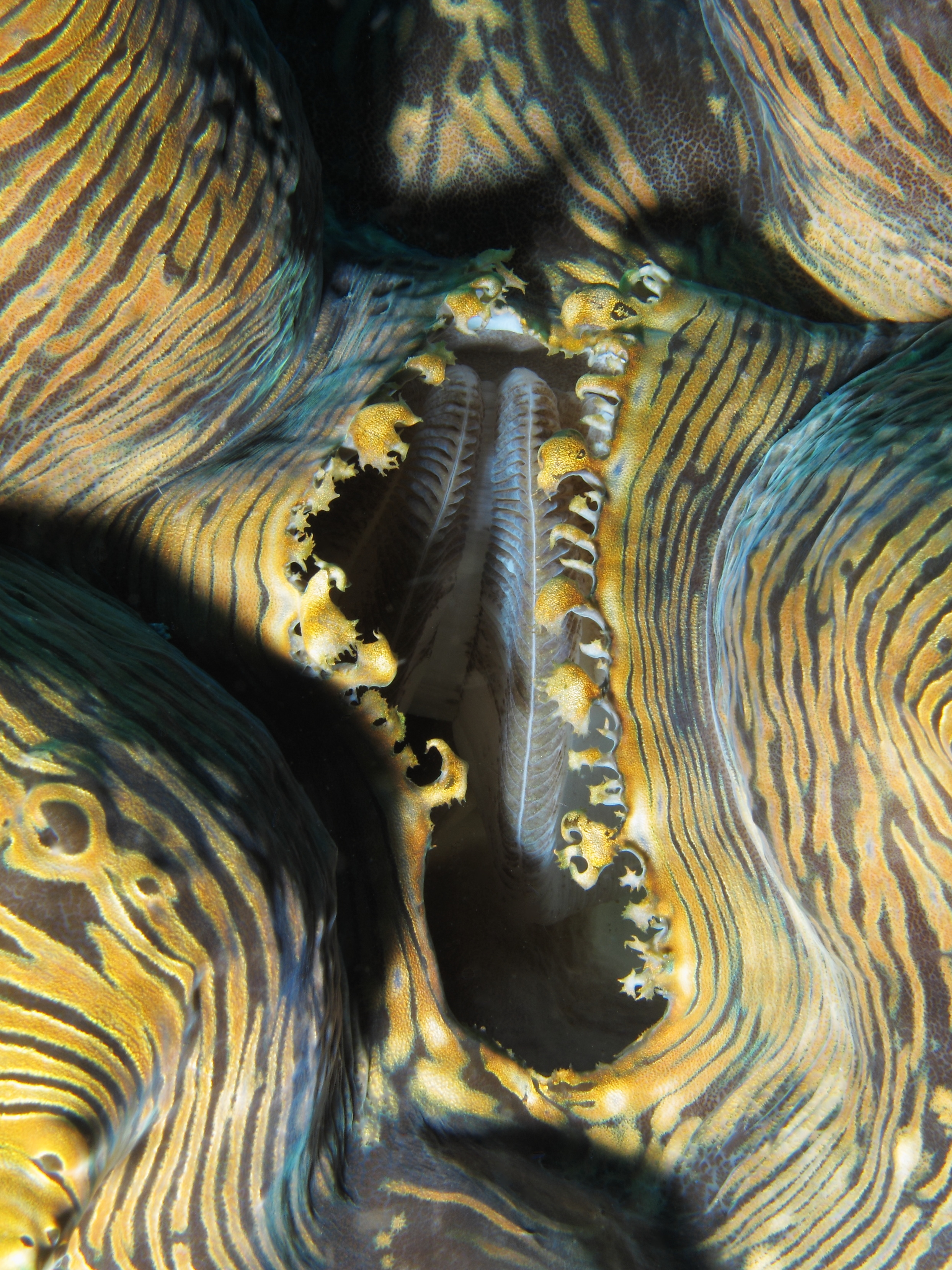
Detalle de un sifón inhalante
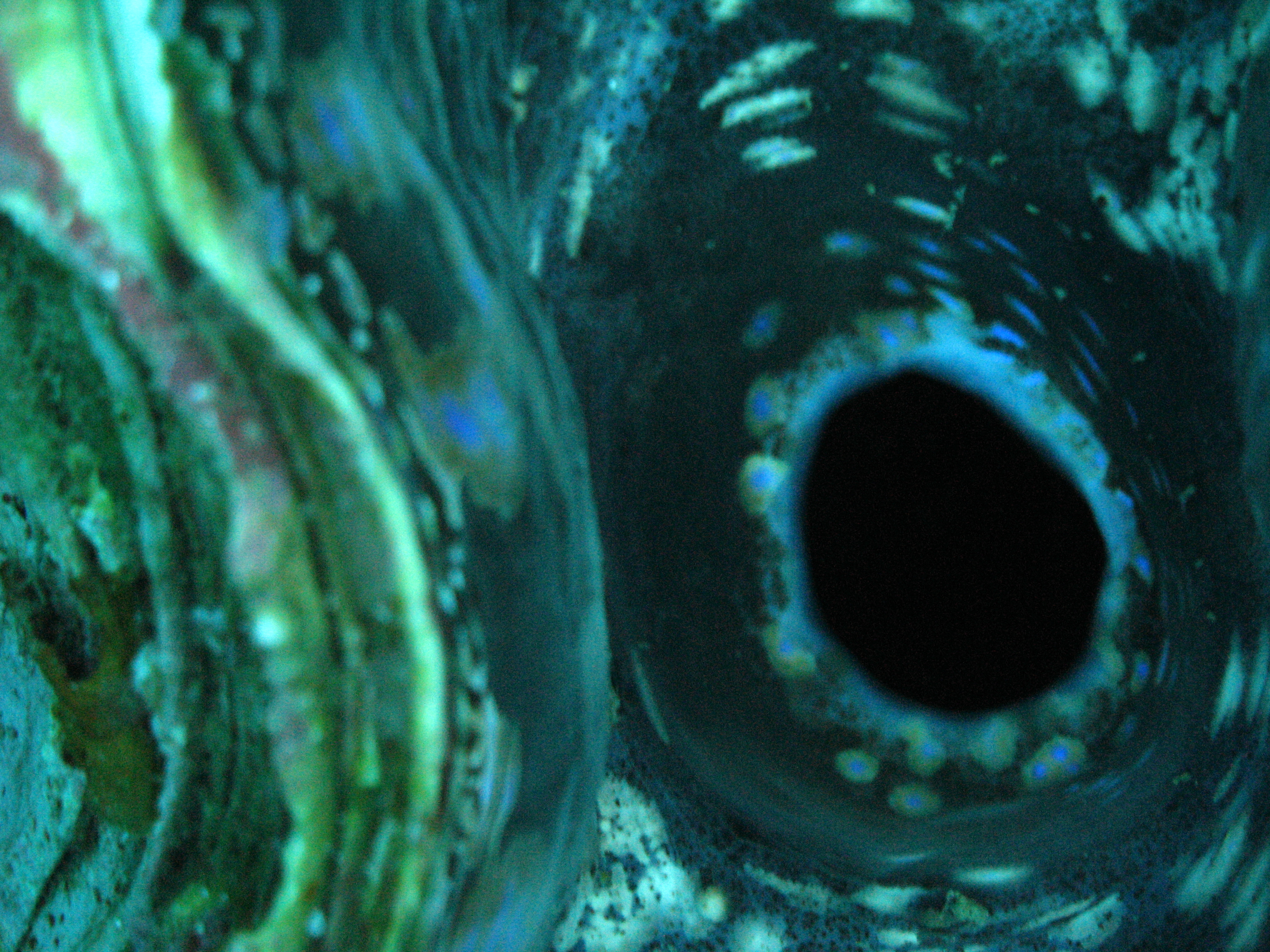
Detalle de un sifón exhalante
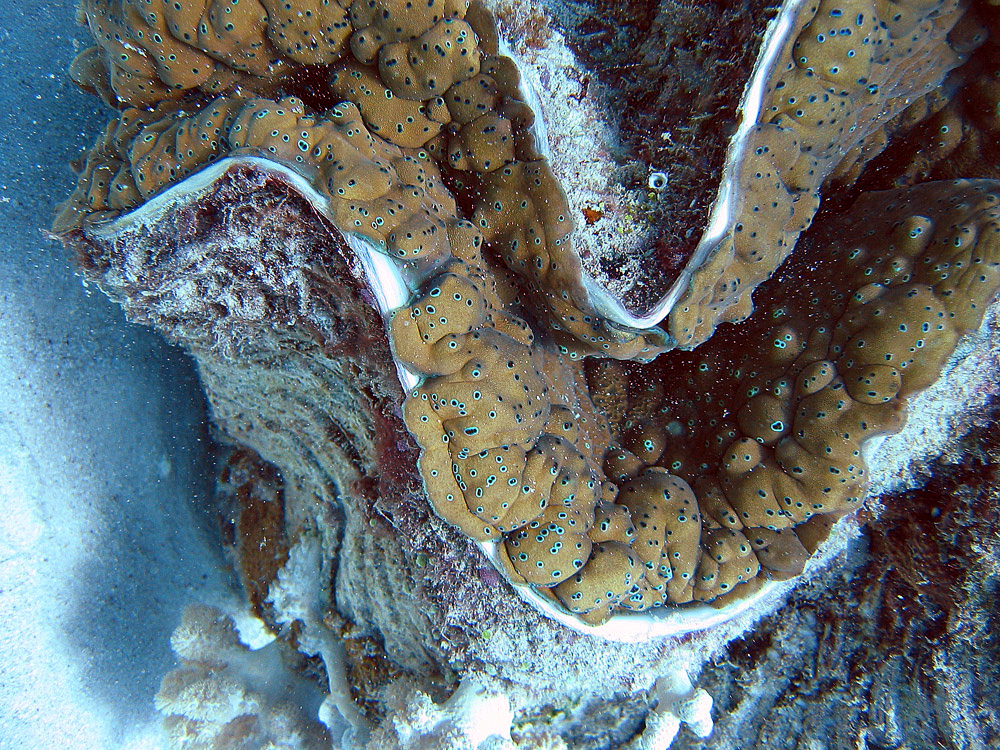
Los puntos en el borde del manto son detectores de luz.

El manto puede ser de color marrón dorado, amarillo, azul o verde, con muchos puntos iridiscentes, de color azul, púrpura o verde, especialmente hacia los extremos del manto.

## Biología

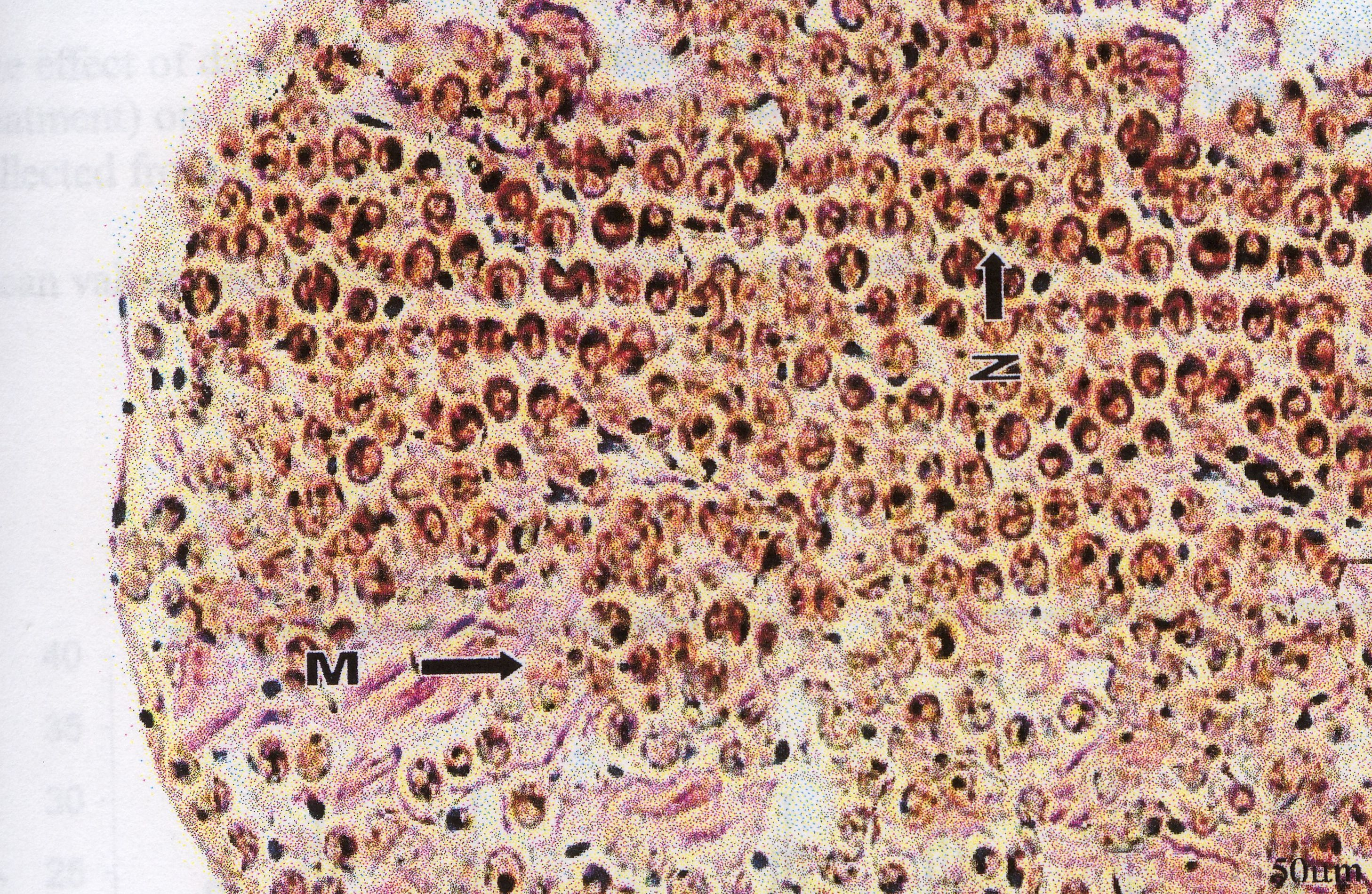
Tejido de T. gigas mostrando alta densidad de zooxantelas

Esta almeja gigante convive en simbiosis con algas unicelulares, llamadas zooxantelas, que viven dentro de las células que le dan color a aquella. Las algas realizan la fotosíntesis produciendo oxígeno y azúcares, que son aprovechados por la almeja, y se alimentan de los catabolitos de la misma (especialmente carbono). Esto les proporciona entre el 75 y el 90 % de sus necesidades alimenticias, por este motivo necesitan imperiosamente la luz. El resto lo obtienen atrapando plancton microscópico y materia orgánica disuelta en el agua, mediante sus branquias, o ctenidia.
Su esperanza de vida en la naturaleza es de cien años o más.

## Reproducción
La especie alcanza la madurez sexual a los nueve o diez años. Son animales protándricos, que nacen todos machos, pero después del año se convierten en hermafroditas simultáneos. La fertilización es externa, expulsan primero el esperma y después los huevos, para evitar la autofertilización.  Los huevos fertilizados entran rápidamente en un estado larvario nadador, y se denominan trocóforas. Posteriormente evolucionan a un estado planctónico en el que las larvas, conocidas como velígeras, habitan el océano abierto durante una semana, antes de fijarse en el sustrato. Al siguiente día del asentamiento, se completa la metamorfosis a su forma definitiva; y a los veinte días, las Tridacnas juveniles comienzan a adquirir zooxantelas en los tejidos de su manto, lo que incrementa notablemente su desarrollo y crecimiento. Alcanzan la madurez entre los dos a tres años.

## Hábitat y distribución
Se distribuye en el océano Indo-Pacífico, desde la isla de Nicobar hasta las Fiyi, y del sur de Japón al norte de Australia. Es una especie nativa de Australia, Indonesia, Japón, Kiribati, Malasia, Islas Marshall, Micronesia, Birmania, Palaos, Papúa Nueva Guinea, Filipinas, Islas Salomón, Tailandia y Tuvalu.
Suelen habitar en aguas soleadas, en fondos arenosos o laderas de arrecifes coralinos. Su rango de profundidad es hasta 20 m.

## Conservación
Las especies de almejas gigantes han sido sobre recolectadas, tanto para el mercado de alimentación, como para el de acuariofilia, resultando la disminución de las poblaciones de gran parte de las especies, en diversos hábitats naturales del género. De tal modo, que, por ejemplo, no se ven ejemplares de T. gigas en Fiyi desde hace cincuenta años.
T. gigas es una especie popular como alimento, el músculo abductor es considerado una delicia, y se comercializa también por sus conchas. Entre 1994 y 2003 se comercializaron en veintitrés países, siendo la tendencia decreciente, y habiendo alcanzado las mayores cantidades en los finales de la década de los noventa. Desde 2003, la comercialización en la mayoría de los países supone una preocupación menor, dado el que la venta media anual no supera los cien ejemplares. Sin embargo, la mayor comercialización en países como Australia o Vietnam ha merecido estudios e informes de CITES, aunque concluyen que o bien son ejemplares cultivados o las cantidades de ejemplares salvajes son pequeñas.
El último informe de la UICN es de 1996, y necesita actualización.

## Galería

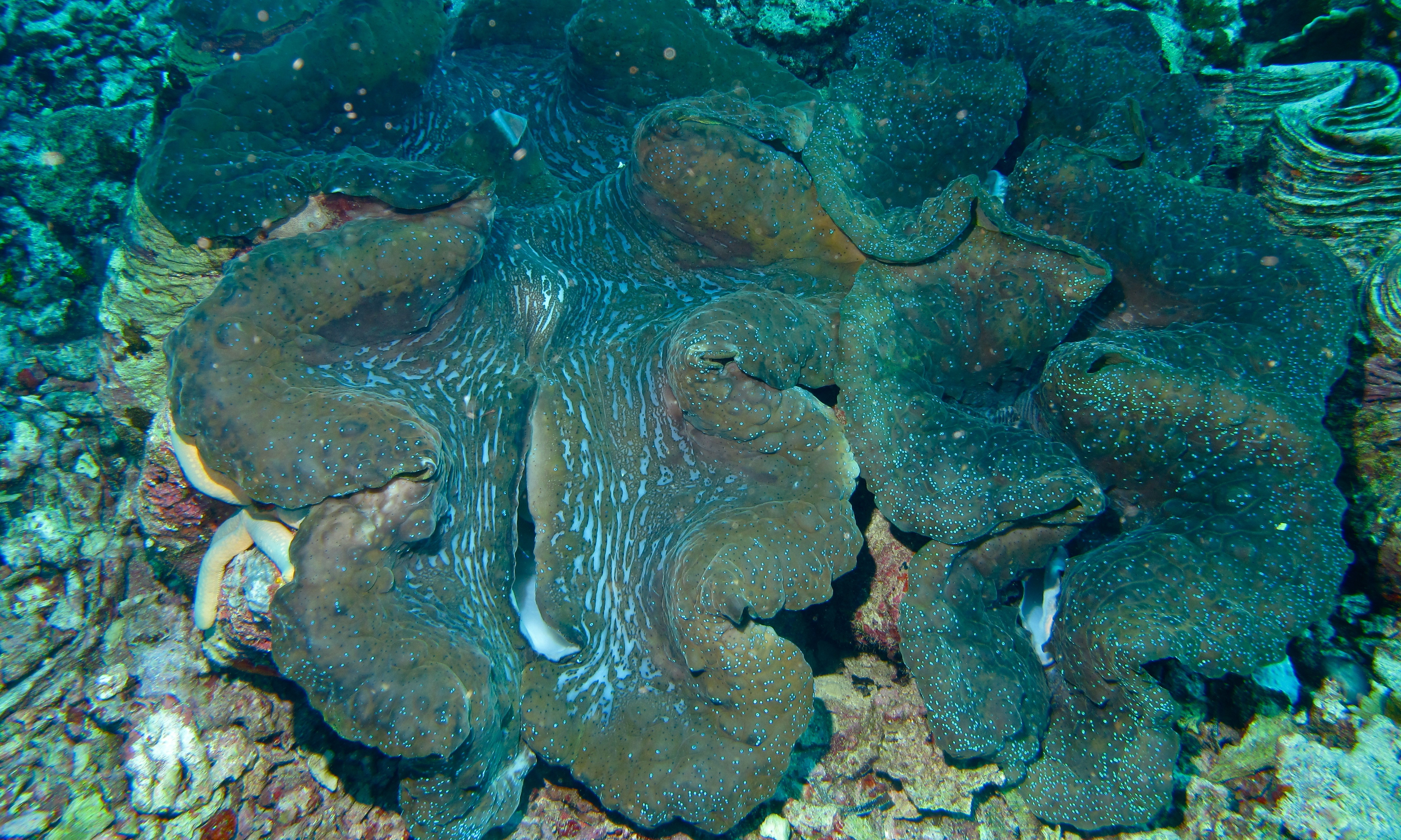
T. gigas en la isla de Bunaken, Indonesia
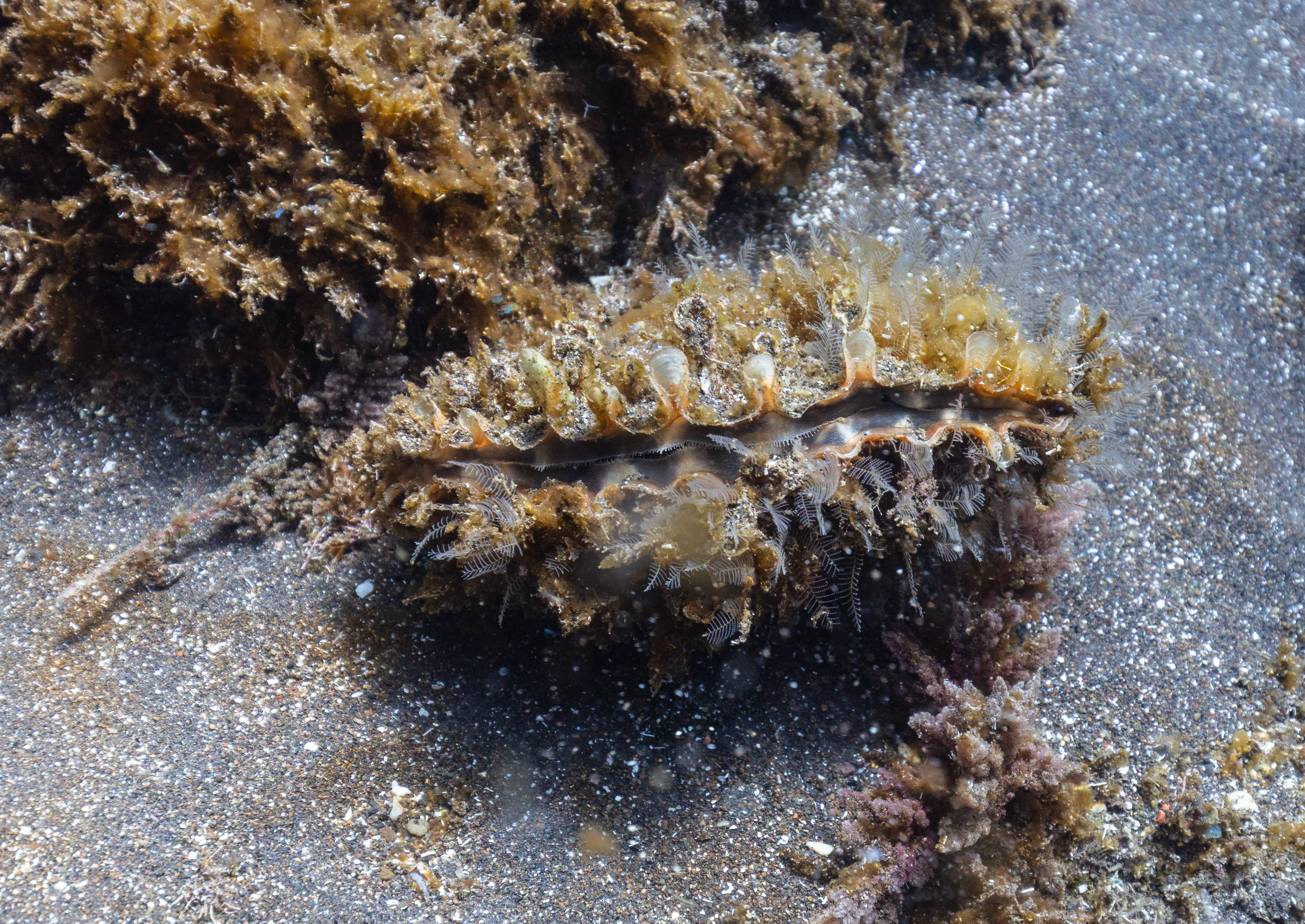
En Madeira, Portugal
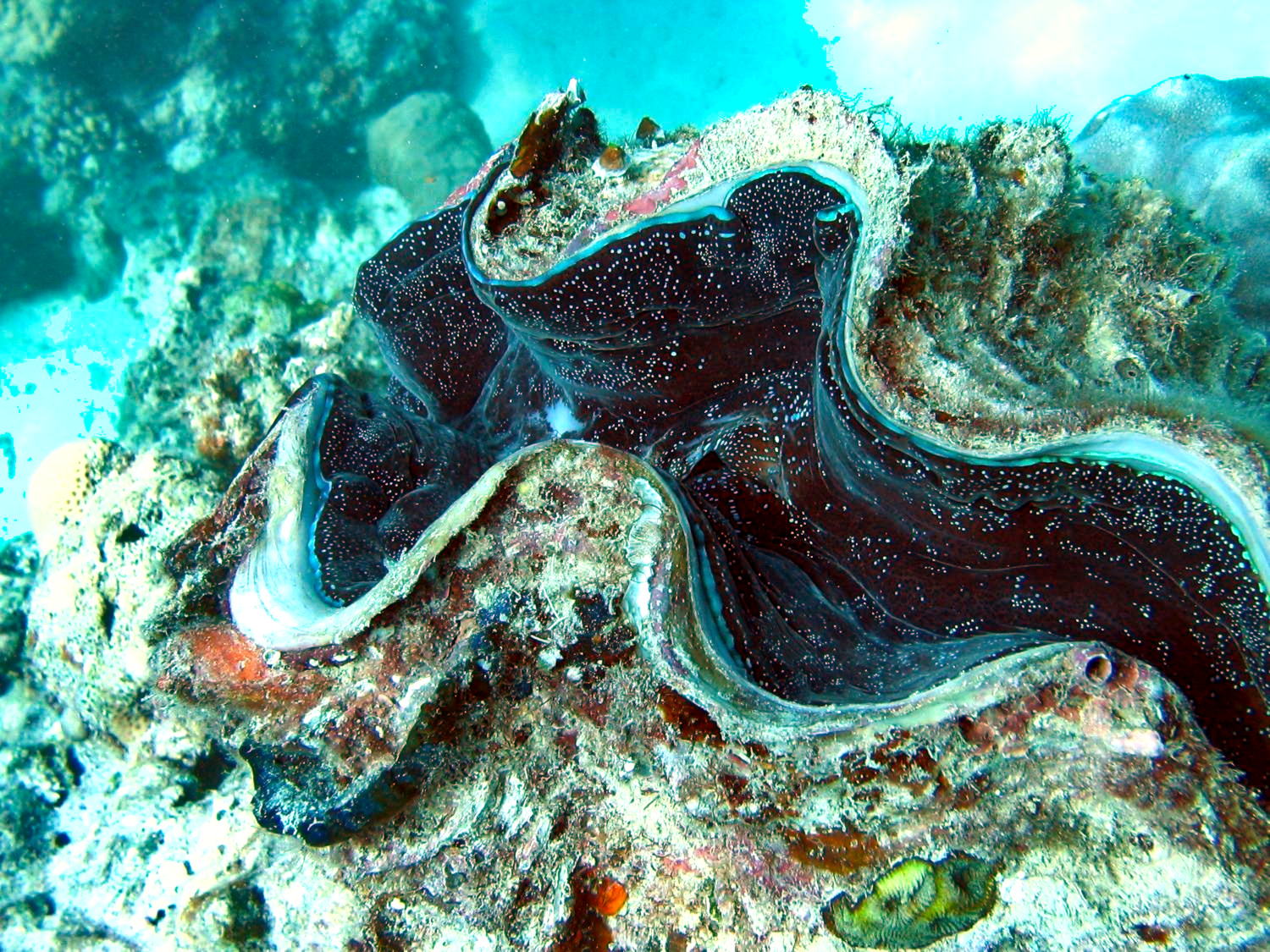
En la Gran Barrera de Arrecifes australiana
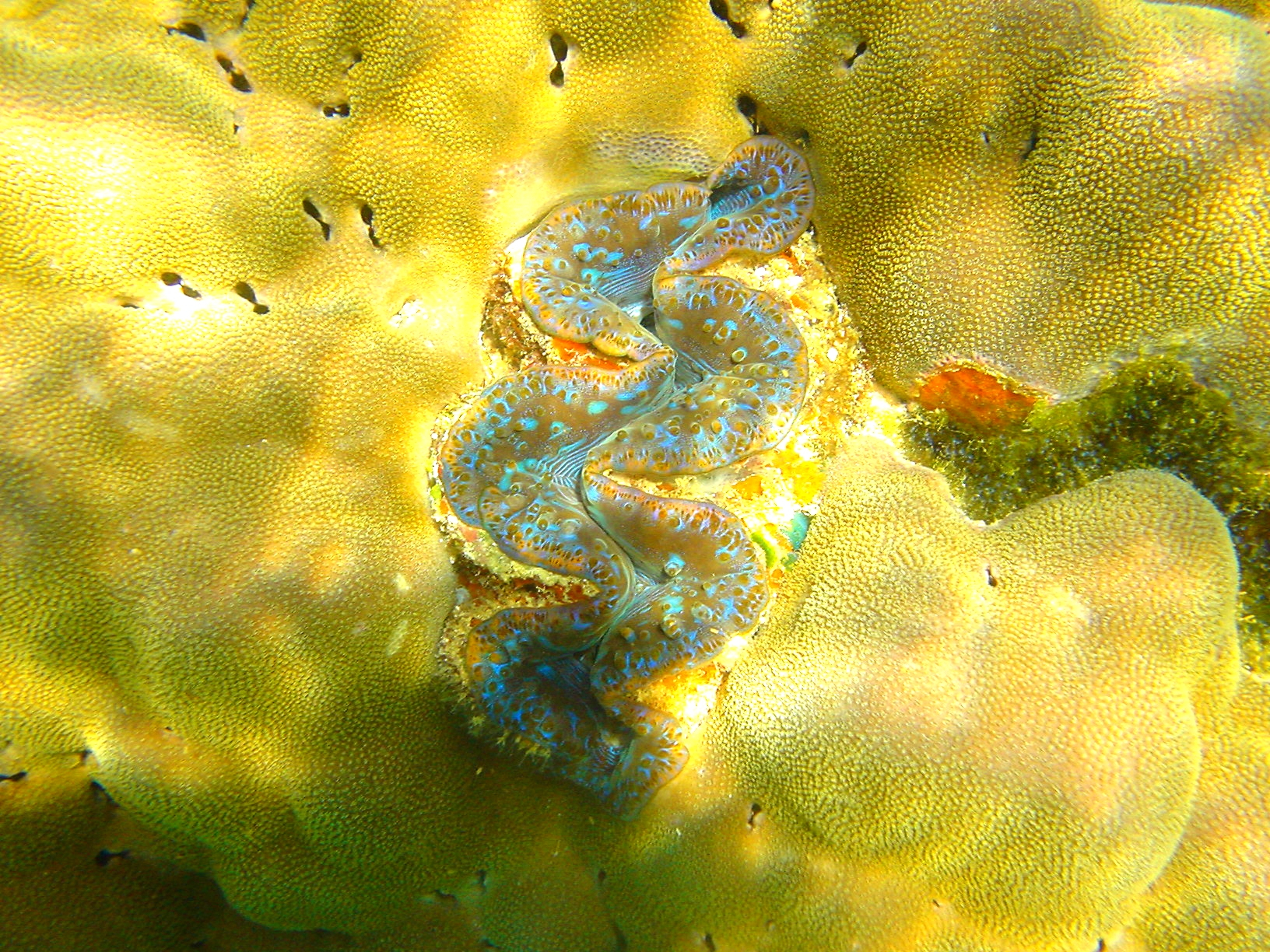
Incrustada en una colonia de Porites sp., en Mahé, Seychelles
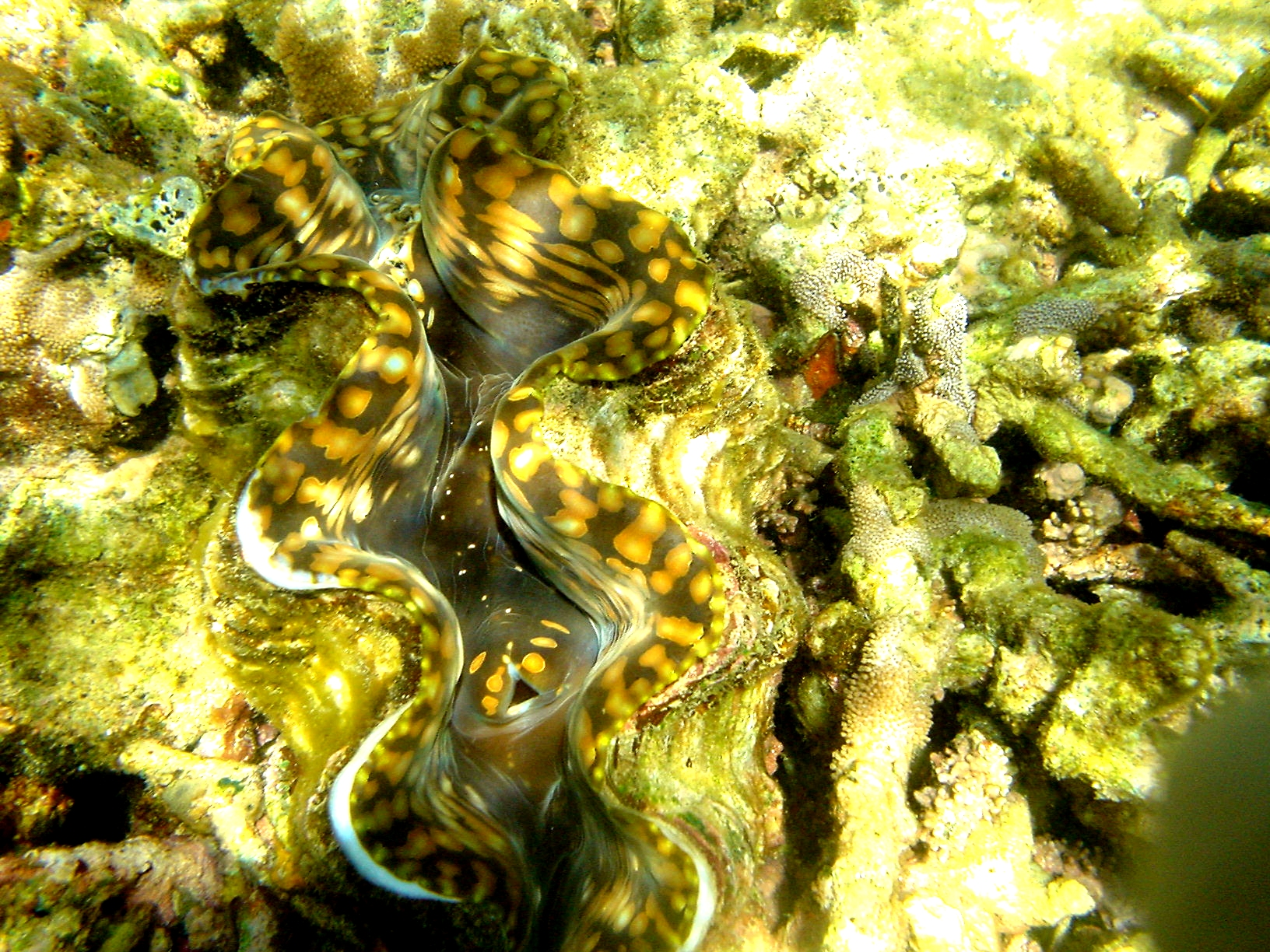
En Mahé, Seychelles
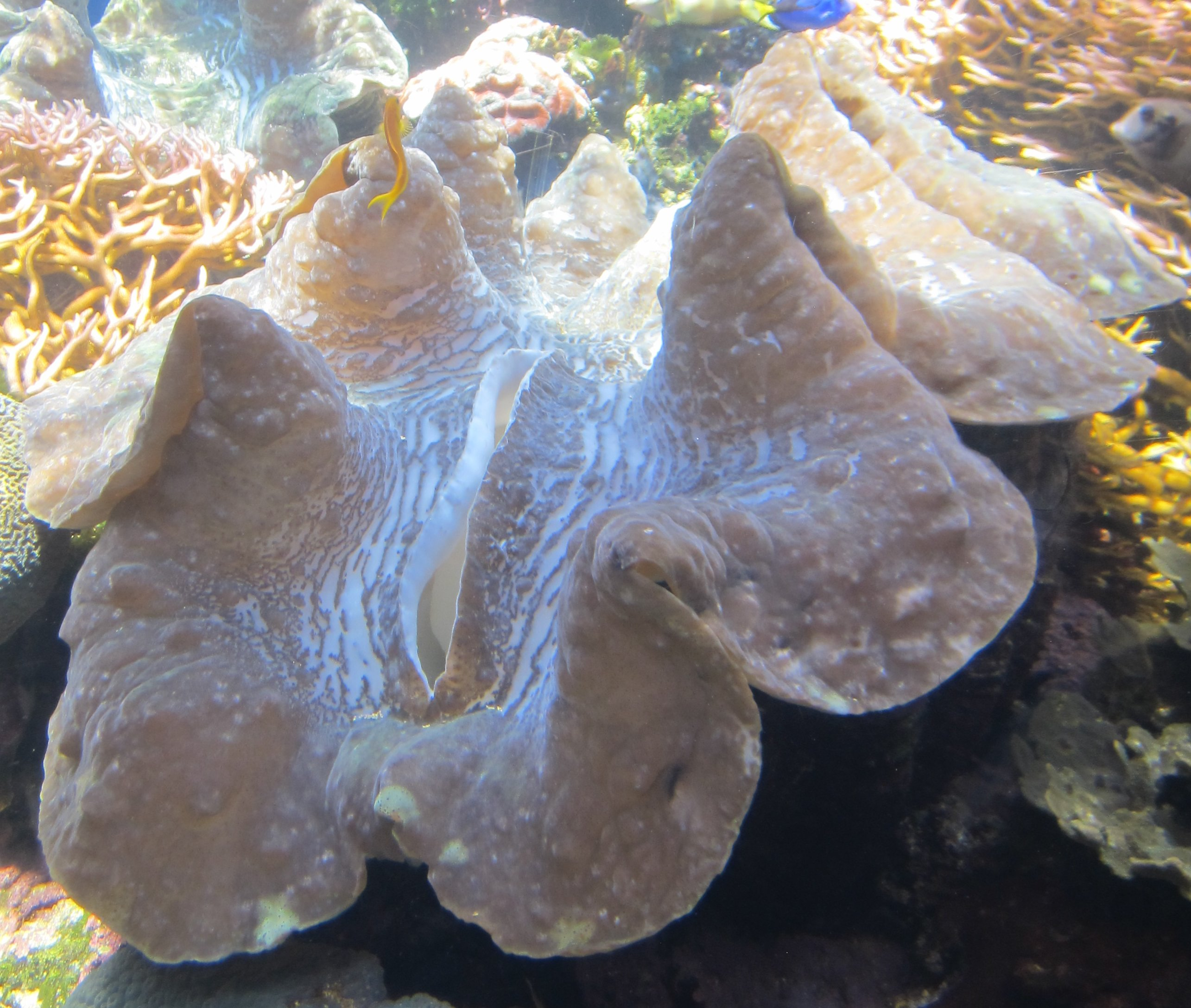
En el acuario de Waikiki
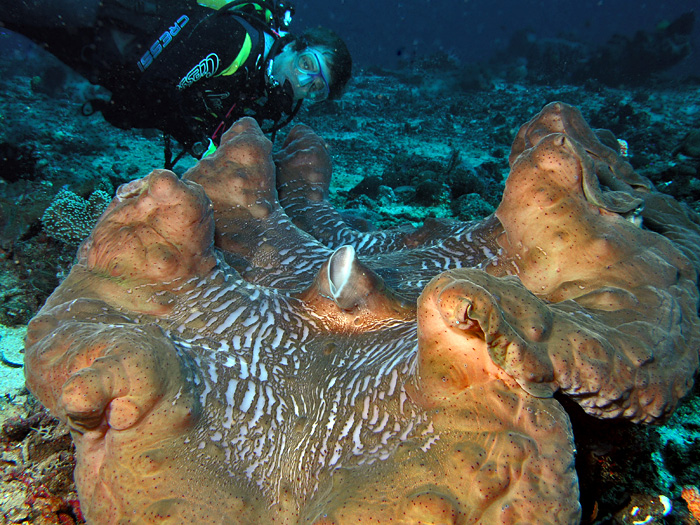
En Timor Este
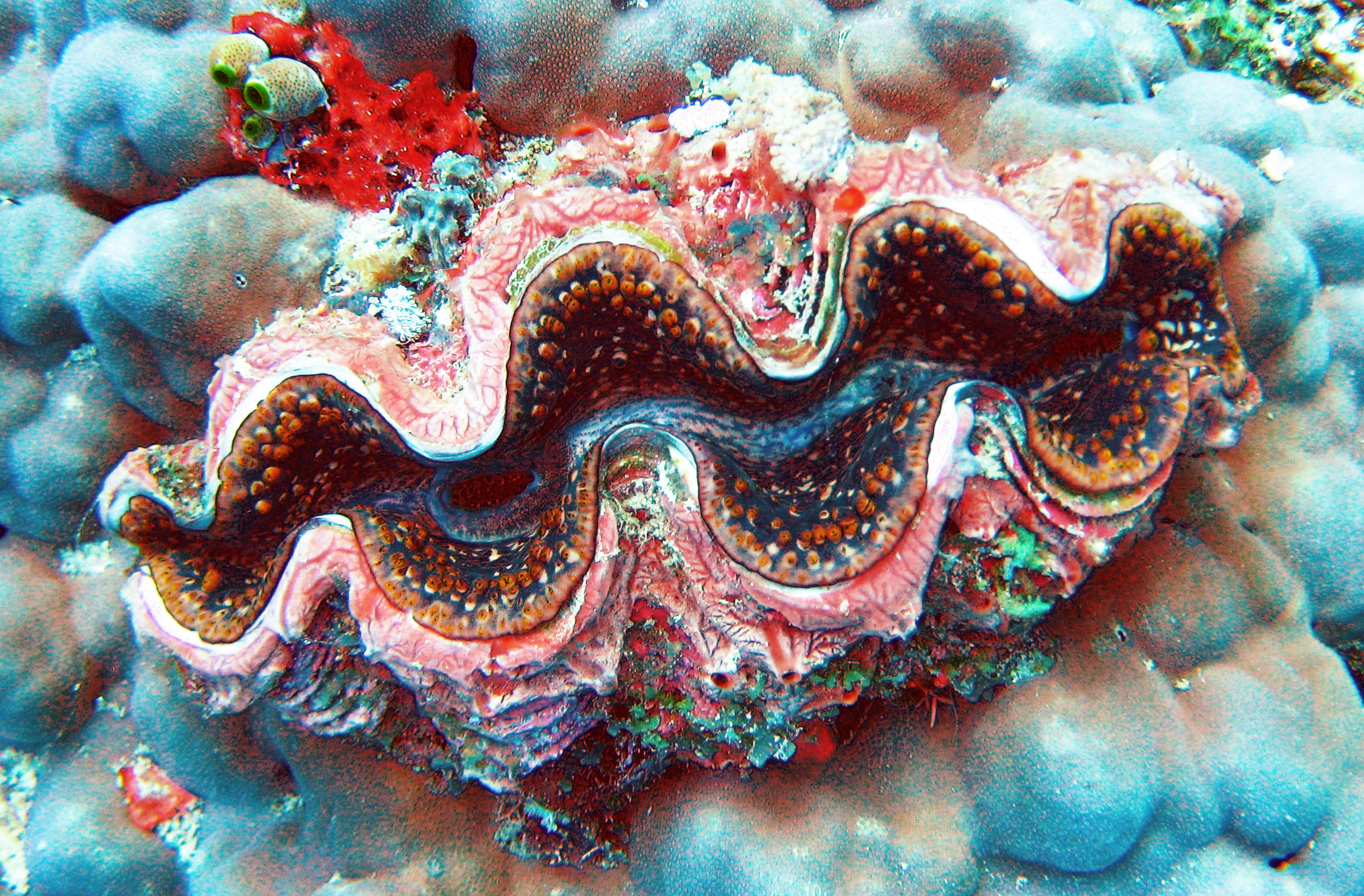
En Pemba, Tanzania
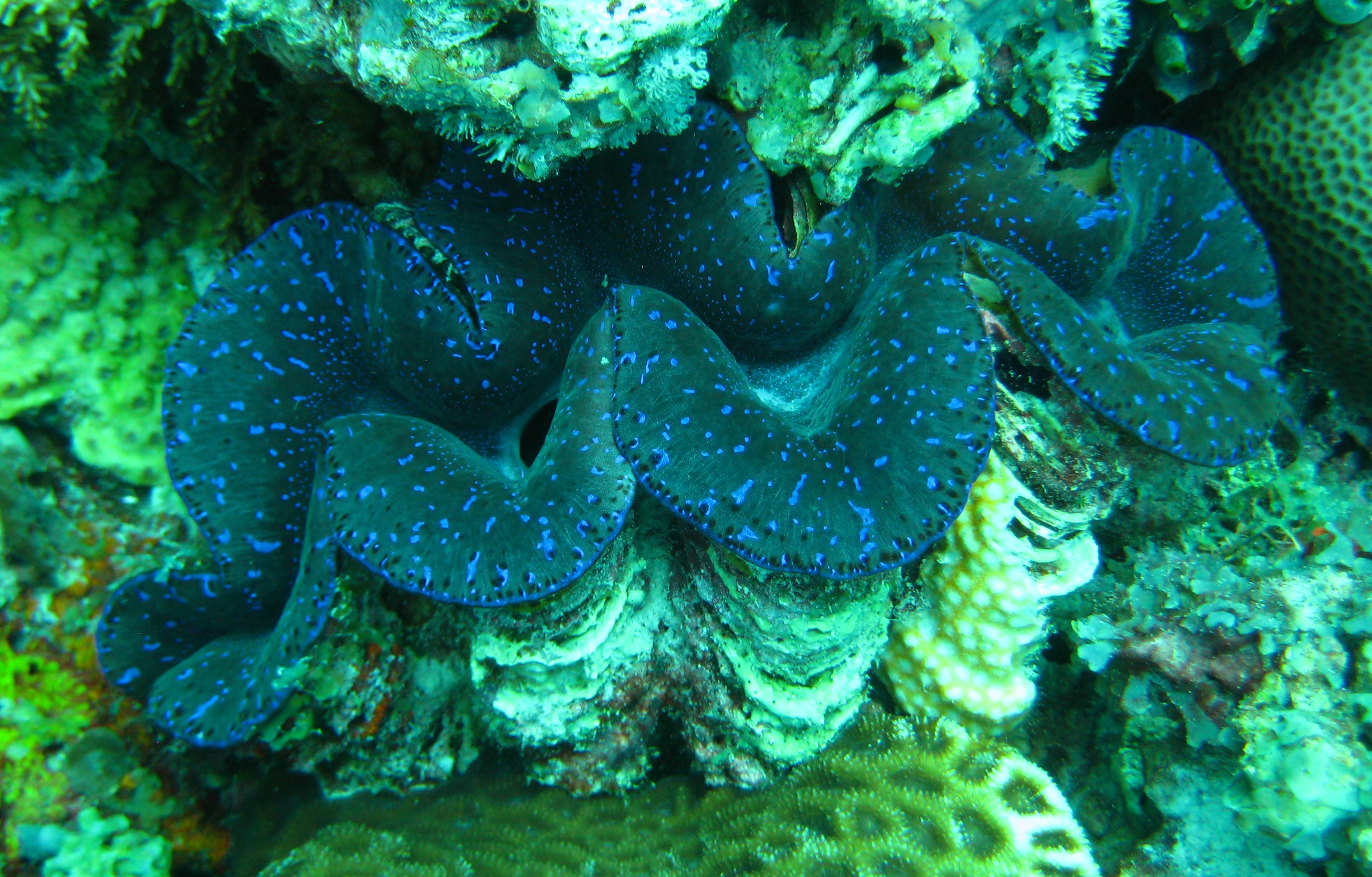
En Pemba, Tanzania
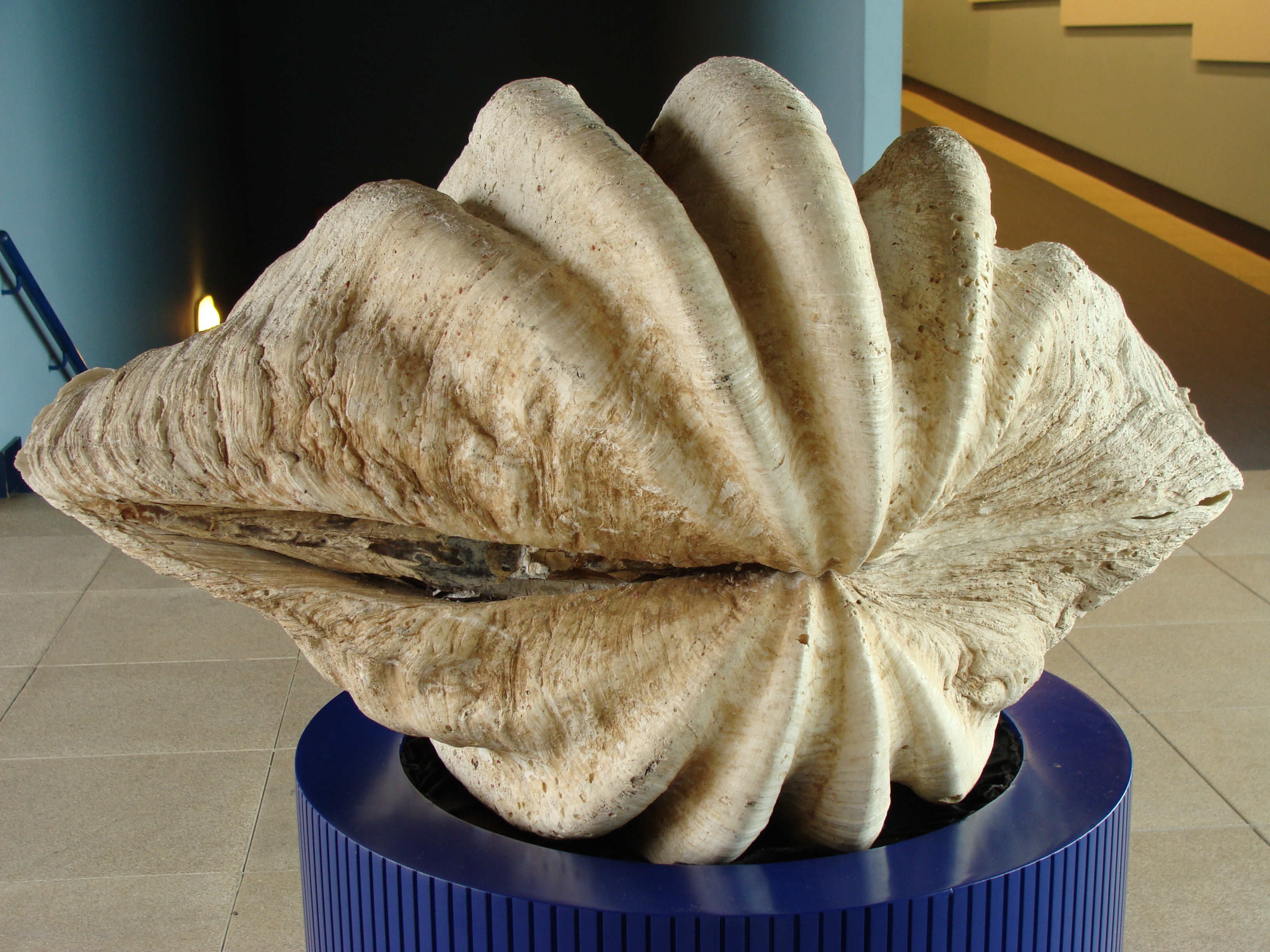
Vista de articulación y apertura bisal. En el Aquarium Finisterrae, La Coruña, España
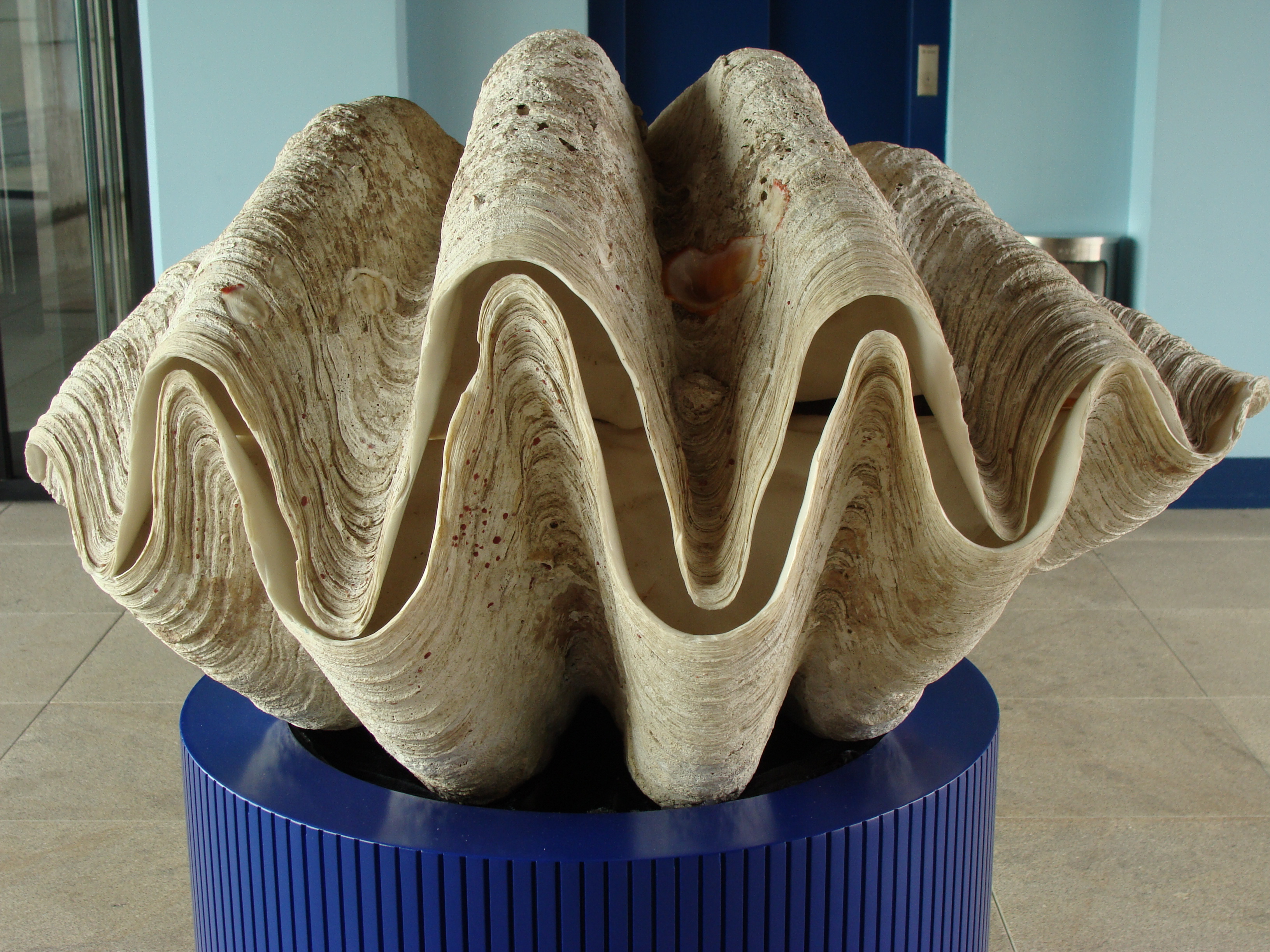
Vista frontal. En el Aquarium Finisterrae, La Coruña, España
Tridacna gigas expuesta en el Museo Municipal de Ciencias Naturales "Lorenzo Scaglia" donada por Benjamín Sisterna.Mar del Plata, ArgentinaTridacna gigas expuesta en el Museo Municipal de Ciencias Naturales "Lorenzo Scaglia" donada por Benjamín Sisterna.[14]Mar del Plata, Argentina